# الکتون (تنسی)
الکتون(به انگلیسی: Elkton) شهری در ایالت تنسی کشور ایالات متحده آمریکا است که جمعیت آن در سرشماری سال ۲۰۱۰ میلادی، ۵۷۸ نفر بوده‌است.